# Vila de Cruzes
Vila de Cruzes (Vila de Cruces; em espanhol, Villa de Cruces) é um município da Espanha na província de Pontevedra, comunidade autónoma da Galiza. Tem 154,5 km² de área e em 2021 tinha 5 097 habitantes (densidade: 33 hab./km²).

## Demografia
| Variação demográfica do município entre 1991 e 2004 | Variação demográfica do município entre 1991 e 2004 | Variação demográfica do município entre 1991 e 2004 | Variação demográfica do município entre 1991 e 2004 |
| --------------------------------------------------- | --------------------------------------------------- | --------------------------------------------------- | --------------------------------------------------- |
| 1991                                                | 1996                                                | 2001                                                | 2004                                                |
| 7481                                                | 7624                                                | 6928                                                | 6779                                                |